# پانگ جین
پانگ جین (انگلیسی: Pang Jin؛ زادهٔ ۲۷ سپتامبر ۱۹۶۰)  شمشیرباز اهل چین بود. وی در بازی‌های المپیک تابستانی ۱۹۸۴ شرکت کرده‌است.